# Placosternus guttatus
Placosternus guttatus är en skalbaggsart som först beskrevs av Louis Alexandre Auguste Chevrolat 1860. Placosternus guttatus ingår i släktet Placosternus och familjen långhorningar.
Artens utbredningsområde är:
- Belize.
- Costa Rica.
- Guatemala.
- Honduras.
- Nicaragua.
- Panama.
- Venezuela.

Inga underarter finns listade i Catalogue of Life.